# آلباتروس‌های آرام شمالی
آلباتروس‌های آرام شمالی (نام علمی: Phoebastria) نام یک سرده از تیره آلباتروس است.

## گونه‌ها
- Phoebastria immutabilis, آلباتروس لیسان
- Phoebastria nigripes, آلباتروس پاسیاه
- Phoebastria irrorata, آلباتروس موج‌دار
- Phoebastria albatrus, آلباتروس دم‌کوتاه